# لنز پنتاکس دی‌ای* ۵۵میلی‌متر
لنز پنتاکس دی‌ای* ۵۵میلی‌متر (به انگلیسی: Pentax DA* 55mm lens) نام لنز دوربین عکاسی از نوع ثابت است که توسط شرکت پنتاکس تولید می‌شود. فاصلهٔ کانونی این لنز ۵۵ میلی‌متر، دیافراگم آن دارای ۹ تیغه و ضریب اف آن اف ۱٫۴ / اف ۲۲ است. این لنز در سپتامبر ۲۰۱۰ میلادی تولید و عرضه شده‌است.